# ニコラス・ペタス
ニコラス・ペタス（Nicholas Pettas、1973年1月23日 - ）は、デンマークの男性空手家、キックボクサー、俳優。ギリシャ・ミコノス島出身。日本東京都在住。リーボック マスタートレーナー。芸能プロダクションエクセリング。既婚。

## 来歴
1973年1月23日生まれ。ギリシャのミコノス島でアメリカ国籍のギリシャ人の父と、デンマーク人の母の間に生まれる。3歳の時に父親が他界した為、母親の故郷であるデンマークに移住した。1988年、極真会館デンマーク支部への入門を経て、1991年に東京池袋の極真会館本部道場の若獅子寮に入寮し、内弟子となる。ペタスが卒業した一ヶ月後に大山総裁が亡くなり、「大山倍達最後の内弟子」は、ペタスのキャッチフレーズにもなった。日本語、英語も非常に上手く、現在も通訳無しで受け答えができ、むしろ自身が通訳を買って出るほど。
- 1998年よりK-1に参戦し、2001年に行われたK-1 JAPAN GP 2001に出場し、決勝戦では武蔵を破り、日本王者となった。
- 2001年12月8日、K-1 WORLD GP 2001の決勝大会で、アレクセイ・イグナショフと対戦。2R、イグナショフの首相撲からの膝蹴りが顔面に直撃し鼻骨を骨折、TKO負け。
- 2002年6月2日、富山市総合体育館で開催されたセルゲイ・グールとの試合で、善戦していたものの、2R47秒で右ローキックを繰り出したところ、グールが一瞬遅れてローキックを操り出し、グールの膝の部分にペタスの脛が当たるアクシデントで右脛を骨折[2]、長期欠場を余儀なくされる。さらに、本人の了承なしに極真会館の記者会見で事実上の引退状態に追い込まれていたが、2005年10月9日にオランダでムエタイルールの試合を行い（2RにTKO勝利）、約3年ぶりに現役復帰を果たした。
- 2006年
  - 3月18日、XPLOSION SUPER FIGHT 13のセミファイナルでマット・サモアと対戦予定であったが、興行の途中で観客が発砲する騒ぎが発生し、試合は中止となった[3]。
  - 12月31日、K-1 PREMIUM 2006 Dynamite!!にてバダ・ハリと対戦。実に4年振りとなるK-1出場であったが、1R中盤にバダのキックで左腕を痛めてしまい、2Rにバダの右ハイキックを負傷している左腕に受けてしまい、セコンドのタオル投入によるTKO負け。検査の結果、またしても左腕の骨折というアクシデントを負った。
- 2007年
  - 8月5日、K-1 WORLD GP 2007 IN HONG KONGにてピーター・アーツと対戦。序盤にはフックの連打で、アーツをロープ際に棒立ちにさせたチャンスもあったが、最後はアーツの右ハイキックでKO負け。
  - 11月9日にジム開きされた「A・E FACTORY」の打撃担当コーチに就任[4]。
  - 12月31日、「K-1 PREMIUM 2007 Dynamite!!」でキム・ヨンヒョンと対戦。身長2mを越す長身の相手の圧力に押し込まれる部分もあったが、試合前にも「フットワークで対抗する」と宣言したプレイで[5]右ローキックを相手左腿に集め、2RにKO勝ちした。入場時には綾戸智恵の生歌で入場した。
- 2008年
  - 2月29日、クラブファイトイベント「SMOKER's」をプロデュース。ペタス率いる「チーム・ペタス」と、阿部裕幸率いる「AACC Tigres」の対抗戦が行われた。
  - 8月9日、K-1 WORLD GP 2008 IN HAWAIIの1回戦でリック・チークと対戦するも、右太腿内側の筋肉を負傷し、試合放棄した。
- 2010年、フィットネスブランド「リーボック」のマスタートレーナーとなり、「クロスフィット」のトレーナー活動を開始する。
- 2011年2月、「現代狂言V」南原清隆、野村萬斎の現代狂言シリーズで山田まりやとゲスト出演。
- 2023年現在、「クロスフィット西麻布」のオーナーを務めている[6]。

## 戦績

### キックボクシング
| 勝敗 | 対戦相手                 | 試合結果                                  | 大会名                                                               | 開催年月日     |
| ×    | リック・チーク           | 1R 1:15 TKO（試合放棄：右太腿負傷）       | K-1 WORLD GP 2008 IN HAWAII 【USA GP 1回戦】                         | 2008年8月9日   |
| ○    | キム・ヨンヒョン         | 2R 0:41 TKO（タオル投入）                 | K-1 PREMIUM 2007 Dynamite!!                                          | 2007年12月31日 |
| ×    | ピーター・アーツ         | 2R 2:34 KO（右ハイキック）                | K-1 WORLD GP 2007 IN HONG KONG                                       | 2007年8月5日   |
| ×    | バダ・ハリ               | 2R 1:28 TKO（タオル投入）                 | K-1 PREMIUM 2006 Dynamite!!                                          | 2006年12月31日 |
| ○    | 恩田剛徳                 | 2R 1:00 TKO（タオル投入）                 | HEAT 2nd                                                             | 2006年9月23日  |
| ○    | エリック・ノサ           | 3R KO（パンチ連打）                       | XPLOSION SUPER FIGHT 14                                              | 2006年8月18日  |
| ○    | グーカン・サキ           | 2R終了時 TKO（右足首負傷）                | BUSHIDO Europe - ROTTERDAM RUMBLE 【ムエタイルール】                 | 2005年10月9日  |
| ×    | セルゲイ・グール         | 2R 1:00 TKO（ドクターストップ、右脛骨折） | K-1 SURVIVAL 2002 〜富山初上陸〜                                     | 2002年6月2日   |
| ×    | ピーター・アーツ         | 1R 2:50 KO（膝蹴り）                      | K-1 BURNING 2002 〜広島初上陸〜                                      | 2002年4月21日  |
| ×    | アレクセイ・イグナショフ | 2R 1:21 TKO（鼻骨骨折）                   | K-1 WORLD GP 2001 決勝戦 【準々決勝】                                | 2001年12月8日  |
| ○    | 武蔵                     | 3R+延長R終了 判定3-0                      | K-1 ANDY MEMORIAL 2001 〜JAPAN GP 決勝戦〜 【K-1 JAPAN GP 決勝】     | 2001年8月19日  |
| ○    | ノブ・ハヤシ             | 1R 1:26 KO（右ローキック）                | K-1 ANDY MEMORIAL 2001 〜JAPAN GP 決勝戦〜 【K-1 JAPAN GP 準決勝】   | 2001年8月19日  |
| ○    | 藤本祐介                 | 1R 2:57 KO（右ローキック）                | K-1 ANDY MEMORIAL 2001 〜JAPAN GP 決勝戦〜 【K-1 JAPAN GP 準々決勝】 | 2001年8月19日  |
| ○    | ピーター・ヴァルガ       | 3R 1:39 KO（右ローキック）                | K-1 GLADIATORS 2001                                                  | 2001年3月17日  |
| ×    | マイケル・マクドナルド   | 5R終了 判定0-3                            | K-1 WORLD GP 2000 in FUKUOKA                                         | 2000年10月9日  |
| ×    | ジェロム・レ・バンナ     | 1R 3:00 KO（2ノックダウン：右フック）     | K-1 WORLD GP 2000 in NAGOYA 【準決勝】                               | 2000年7月30日  |
| ○    | リッキー・ニッケルソン   | 1R 1:27 KO（右ローキック）                | K-1 WORLD GP 2000 in NAGOYA 【1回戦】                                | 2000年7月30日  |
| ×    | 野地竜太                 | 再延長R終了 判定                          | SRS藤原紀香番組卒業特番 スペシャルワンマッチ                         | 1999年3月25日  |
| ×    | ステファン"ブリッツ"レコ | 2R 1:09 TKO（右ストレート）               | K-1 DREAM '98                                                        | 1998年7月18日  |

### エキシビションマッチ
| 勝敗 | 対戦相手           | 試合結果 | 大会名                                                           | 開催年月日     |
| －   | ピーター・グラハム | 3分2R    | NO NAME HEROES 7 【スパーエキシビションマッチ】                  | 2007年10月28日 |
| －   | 新田明臣           | 2分2R    | NO NAME HEROES 6 -GO GO UGO!- 【スペシャルエキシビションマッチ】 | 2006年11月26日 |

## 獲得タイトル
- K-1 ANDY MEMORIAL 2001 〜JAPAN GP 決勝戦〜 優勝（2001年）

## 出演作品

### 映画
- シベリア超特急5
- THE WINDS OF GOD -KAMIKAZE-
- あゝ!一軒家プロレス（2004年）- マーク一条 役[7]
- ロード88 出会い路、四国へ
- エクレール・お菓子放浪記
- 振り子（2015年） - 牧師 役

### テレビドラマ
- 特命!刑事どん亀 第2話 (2006年4月17日、TBS系列、ナショナル劇場)  - ガネフ駐日公使 役
- パズル 第4話（2008年5月9日、テレビ朝日系） - マイケル・ニコルソン 役
- CHANGE 第5話（2008年6月9日、フジテレビ系） - ハリー・ビンガム 役
- コールセンターの恋人 第6話（2009年8月14日、ABCテレビ・テレビ朝日系） - ハンス 役
- 不毛地帯（2009年12月、フジテレビ系） - プラット 役
- 松本清張 黒い福音〜国際線スチュワーデス殺人事件〜（2014年1月19日、テレビ朝日系） - ルネ・ビリエ 役
- 信長協奏曲 第9話（2014年12月8日、フジテレビ系） - ルイス・フロイス 役
- 相棒 Season17 第17話（2019年2月27日、テレビ朝日） - ジャック・モラン 役

### テレビ その他
- SASUKE (TBS) - 第6回大会（ゼッケン92）
- 最強の男は誰だ!壮絶筋肉バトル!!スポーツマンNo.1決定戦 (TBS) - 第6・7回プロ大会総合7位、第6回プロ大会POWER FORCE No.1
- run for money 逃走中 (2004年10月2日、フジテレビ系) - 外国人としての初参戦
- ホムカミ〜ニッポン大好き外国人 世界の村に里帰り〜 (2014年2月、TBS系) - “一万日修行”を達成し、デンマーク・コペンハーゲンに里帰り[8]
- クイズ!脳ベルSHOW（2021年4月14日、BSフジ）